# Ascetocythere asceta
Ascetocythere asceta är en kräftdjursart som först beskrevs av Hobbs och Walton 1962.  Ascetocythere asceta ingår i släktet Ascetocythere och familjen Entocytheridae. Inga underarter finns listade i Catalogue of Life.